# 蒙特罗莱
蒙特罗莱（法語：Montrollet，法語發音：[mɔ̃tʁɔlɛ]）是法国夏朗德省的一个市镇，属于孔福朗区。

## 地理
蒙特罗莱（45°58'58"N, 0°53'48"E）面积22.22 平方千米，位于法国新阿基坦大区夏朗德省，该省份为法国西部内陆省份，北起德塞夫勒省和维埃纳省，东临上维埃纳省，东南至多尔多涅省，南至多爾多涅省，西接滨海夏朗德省。
与蒙特罗莱接壤的市镇（或旧市镇、城区）包括：布里格伊、圣克里斯托夫、雅韦尔达、蒙特罗勒塞纳尔、努伊克。

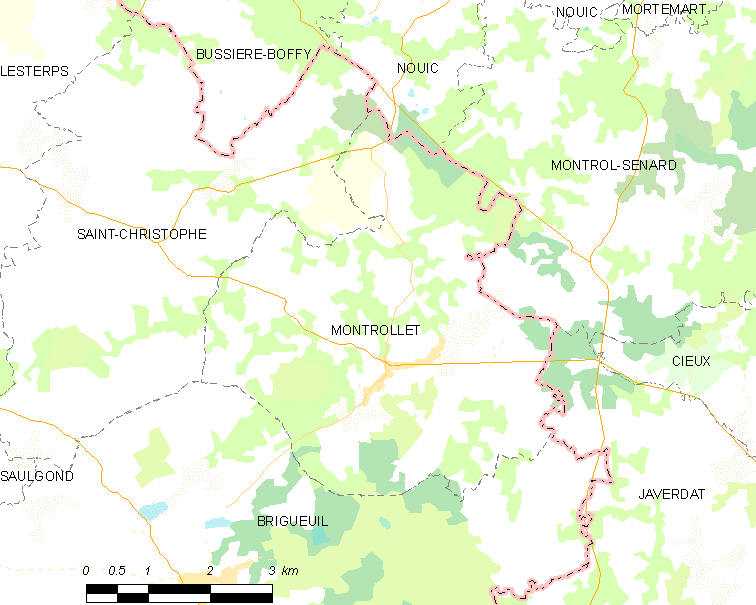
蒙特罗莱的OSM定位图

蒙特罗莱的时区为UTC+01:00、UTC+02:00（夏令时）。

## 行政
蒙特罗莱的邮政编码为16420，INSEE市镇编码为16231。

## 政治
蒙特罗莱所属的省级选区为夏朗德-维埃纳县。

## 人口

1962-2008年间蒙特罗莱人口变化图示

蒙特罗莱于2022年1月1日时的人口数量为332人。